# 三国峠 (東京都・神奈川県・山梨県)
三国峠（みくにとうげ）は、峠と呼ばれるが笹尾根にある標高960mの山。山体は東京都・神奈川県・山梨県の1都2県にまたがっている。別名三国山（みくにさん）とも呼ばれる。

## 歴史
- 12代景行天皇庚戌40年に日本武尊が東夷征伐。三国山で休んで兵の喉の渇きを癒すために、鉾で岩を突いたところ湧き出て、「狭野尊（サノノミコト）の賜」と喜び、その泉を甘草水（かんぞうすい）、下流を狭野川と武尊勅で名付けた[1][文 1]。
- 神武天皇が日向征伐で用いた天磐楯（あめのいわたて）を三国山に倉を建てて収め、東国鎮護を祈願し石楯とここを高座と武尊勅で名付けた。
- 806年 - 810年（大同）に御宮を造営し、三国山に神武皇太神を祭った。
- 1334年（建武元甲戌年）3月に当時の領主新田義貞朝臣が蚕山（こやま、931m）の社添に御堂を建て軍荼利夜叉明王を祭った。 石楯尾神社は、かつては生藤山の東、高津座（つつぐら）峯にあって奥の宮と呼ばれ、ふもとの蚕山[文 2]には前社がおかれていた[文 3]。
- 1871年（明治4年）、2023年現在の本社をもって石楯尾神社と称し、蚕山にあった社を廃した[文 4]。

## 概要
笹尾根に所在し、北に行くと陣馬山、西に行くと三頭山に至る。また、東京都、神奈川県と山梨県のように、三都県境はここと、奥多摩で唯一の日本百名山に入る曇取山の二か所だけである。東京都の奥多摩山域の代表的な山の一つで、多摩百山に選ばれている。

## 頂上

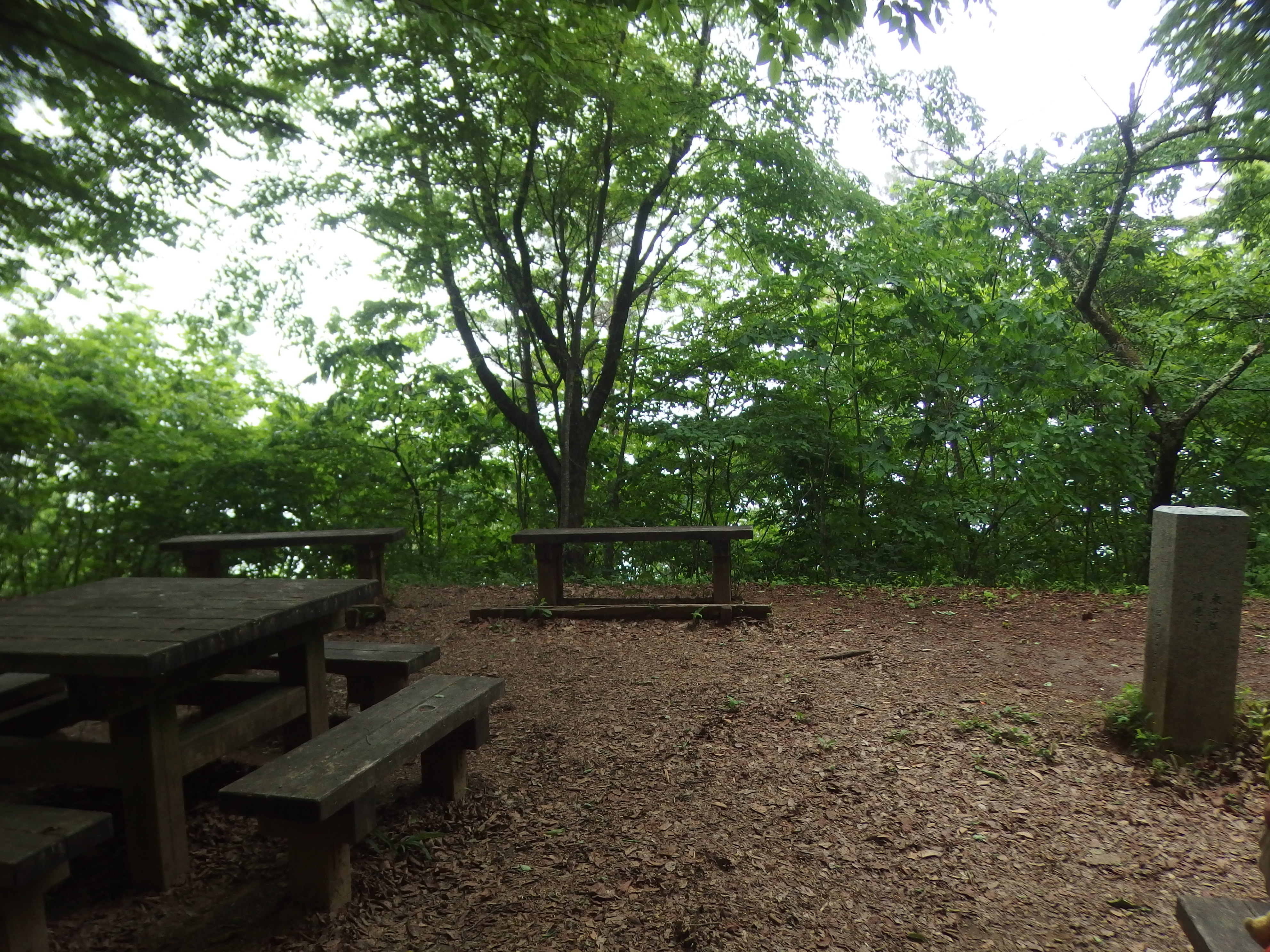
頂上広場（2023年5月）

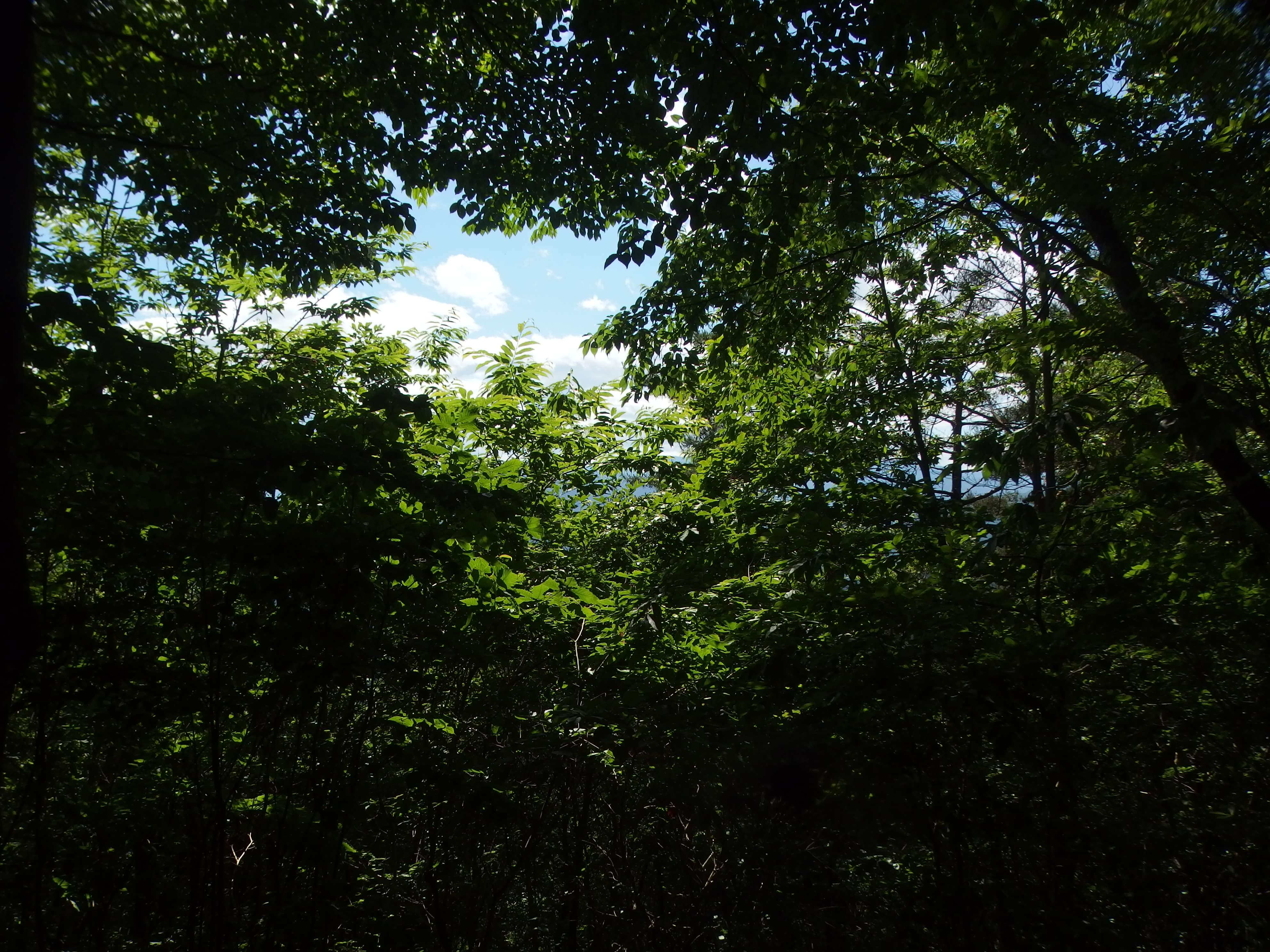
頂上遠望（2023年6月）

山頂は、広場と呼べるほど平らでテーブルとベンチがあり、サクラの名所にもなっている。南東から西にかけて開けており富士山を望める展望スポットになっている。また、生藤山に200mと近い。

## 該当市町村
- 東京都（武蔵国）側 - 西多摩郡檜原村
- 神奈川県（相模国）側 - 相模原市緑区
- 山梨県（甲斐国）側 - 上野原市

## 隣接する山
- 生藤山（990.3m）
- 軍刀利神社元社（もとやしろ）が山頂（標高950m）にある。
- 熊倉山 （966m）

## 周辺の山など
- 連行峰（1,016m）
- 茅丸[3]（藤野町最高峰1019m）-  別名は茅丸山
- 醍醐丸（867m）
- 三頭山 （1,531m）- 関東ふれあいの道

## 登り方
- JR上野原駅より富士急バス「井戸」行き[4]（富士急山梨バス）にて終点「井戸」バス停下車（22分）。軍刀利神社（ぐんだりじんじゃ）「奥の院」を過ぎると登山道。登山道を女坂を経て山頂に至る。徒歩登り1時間30分・下り1時間5分[文 5]。
- JR藤野駅より神奈川中央交通バス「和田」行きにて「鎌沢入口」バス停下車（12分）、徒歩登り2時間10分・下り1時間40分[文 5]。

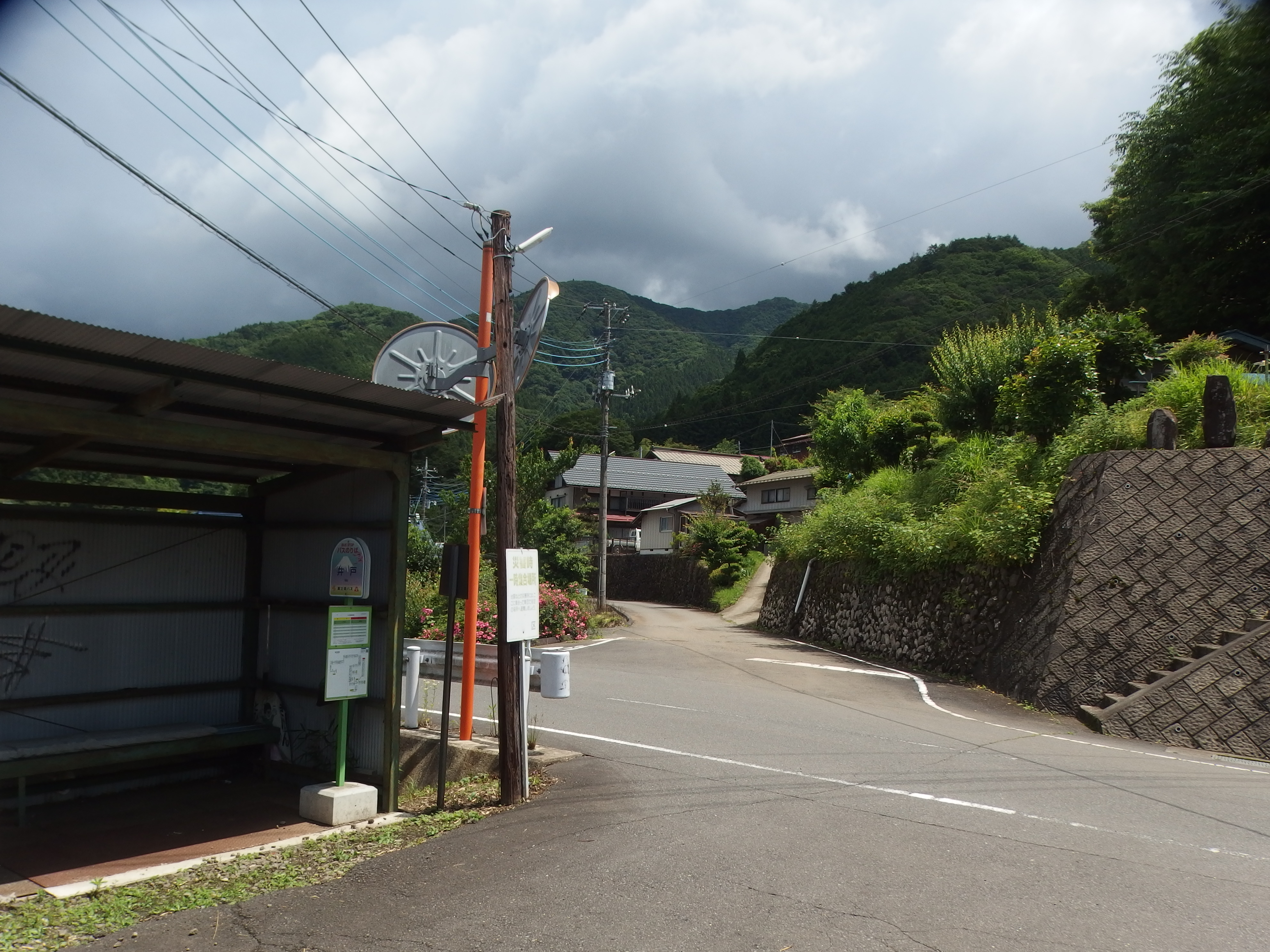
井戸バス停留所。左手に富士山。
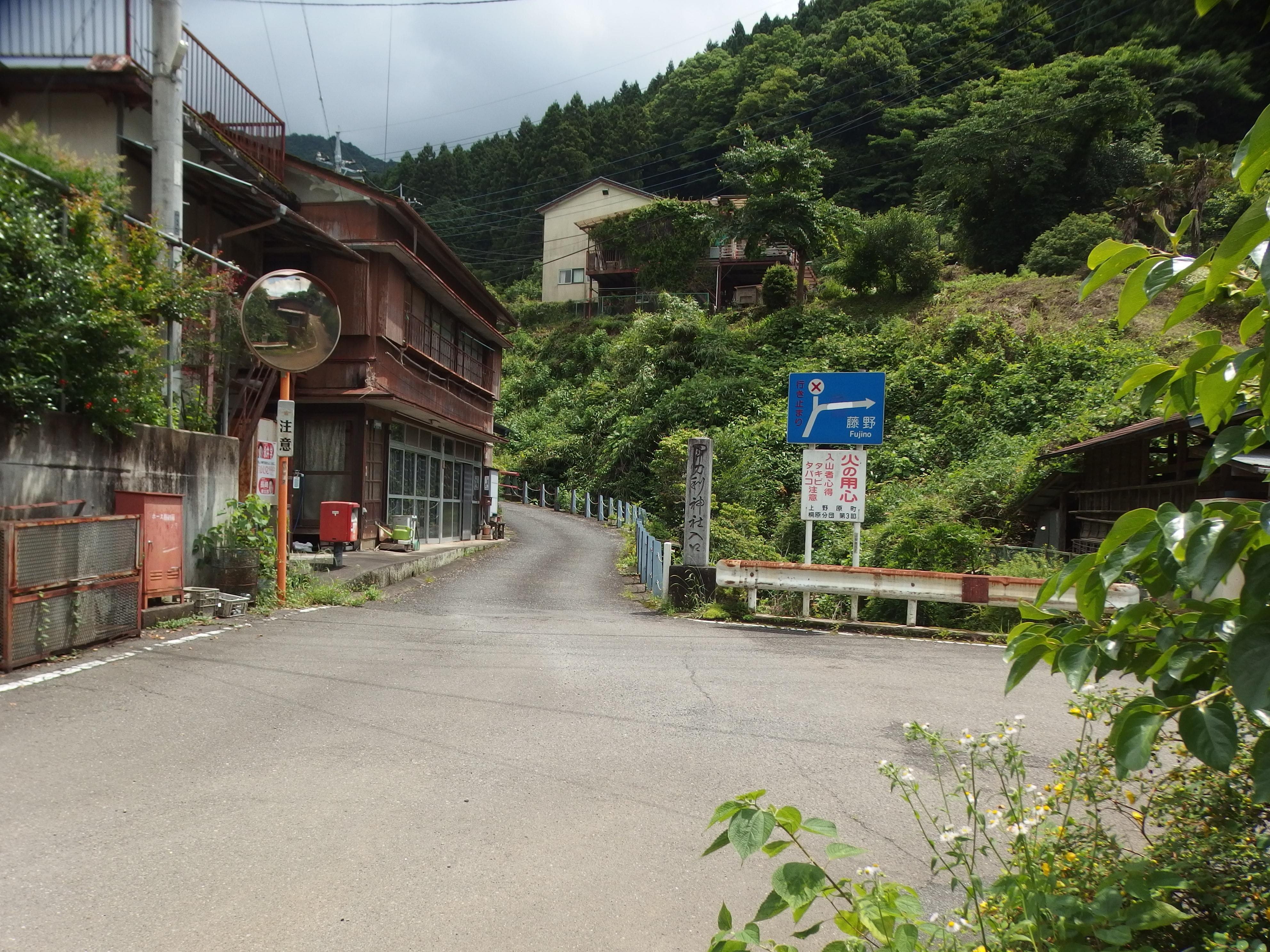
軍刀利神社参道入口
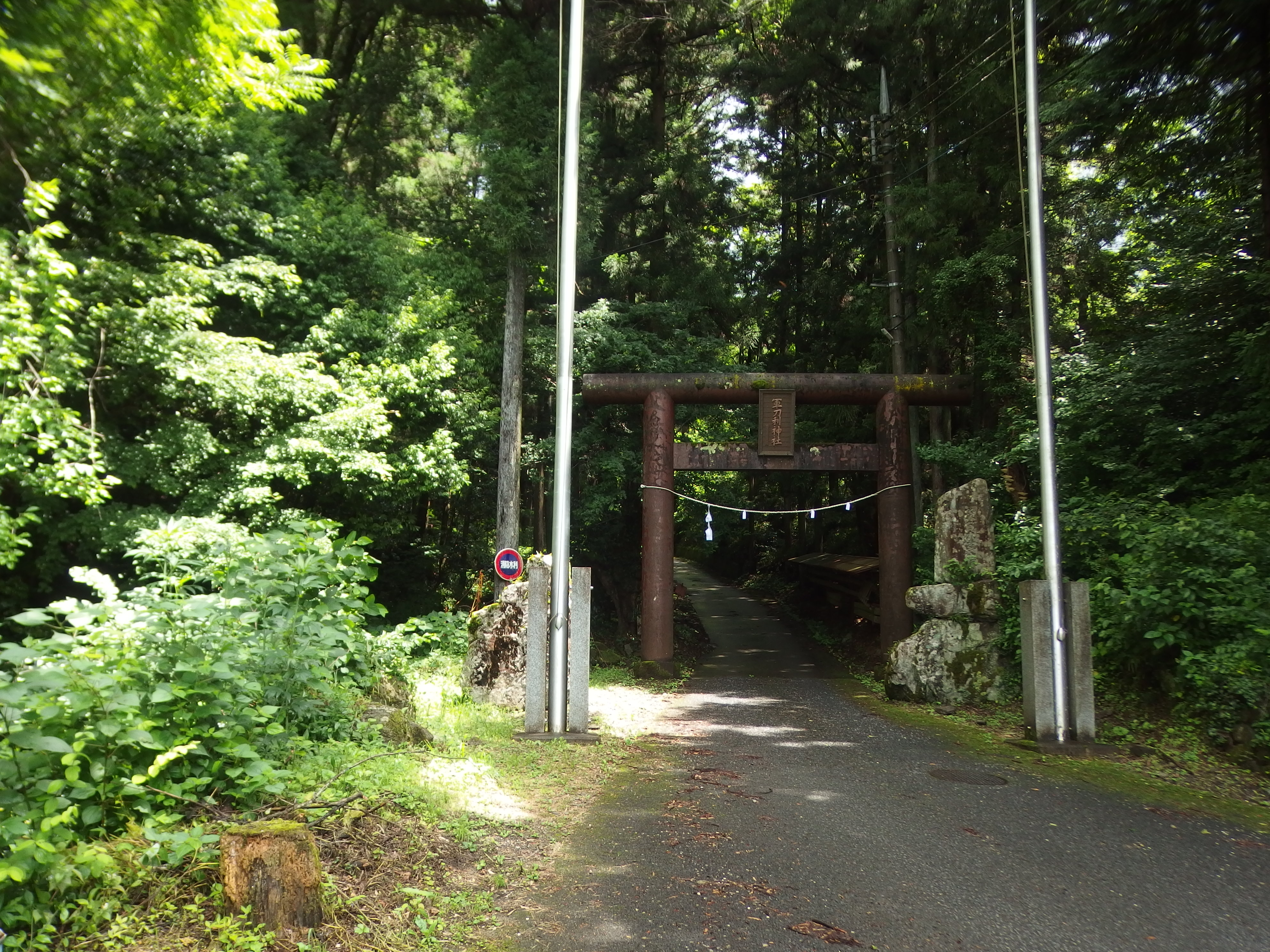
一の鳥居
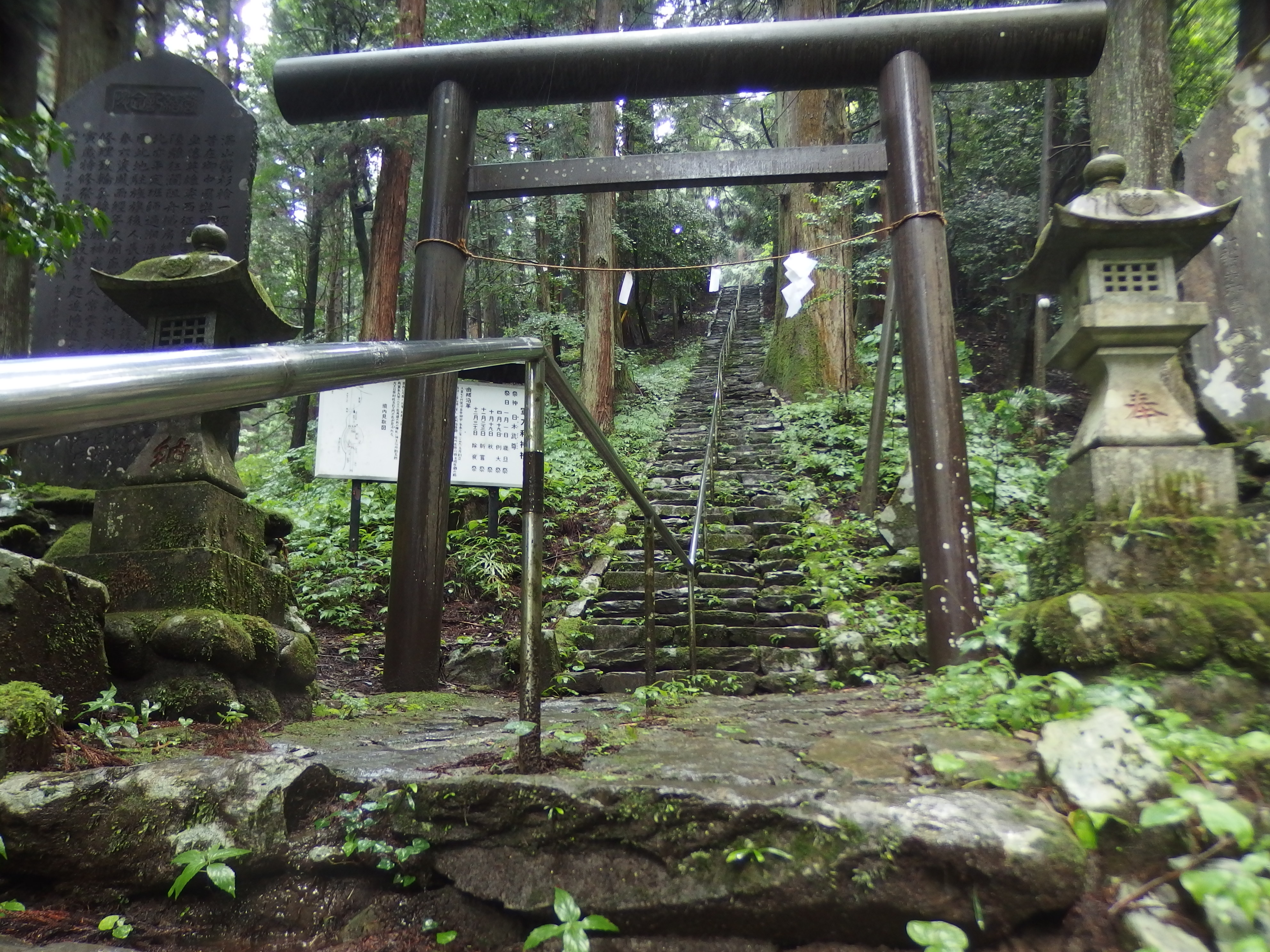
軍刀利神社。左の車道は巻道。
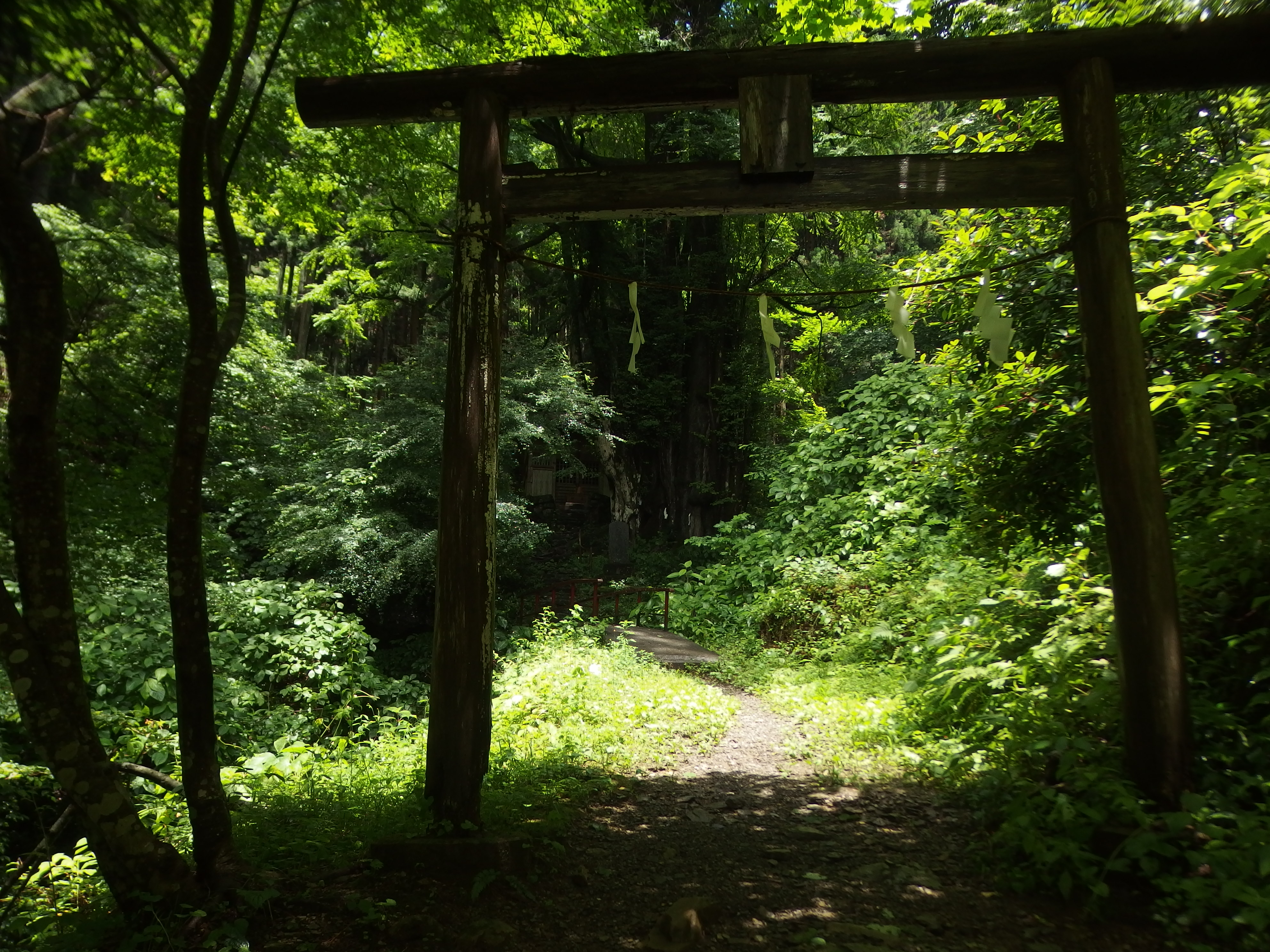
奥の院の鳥居
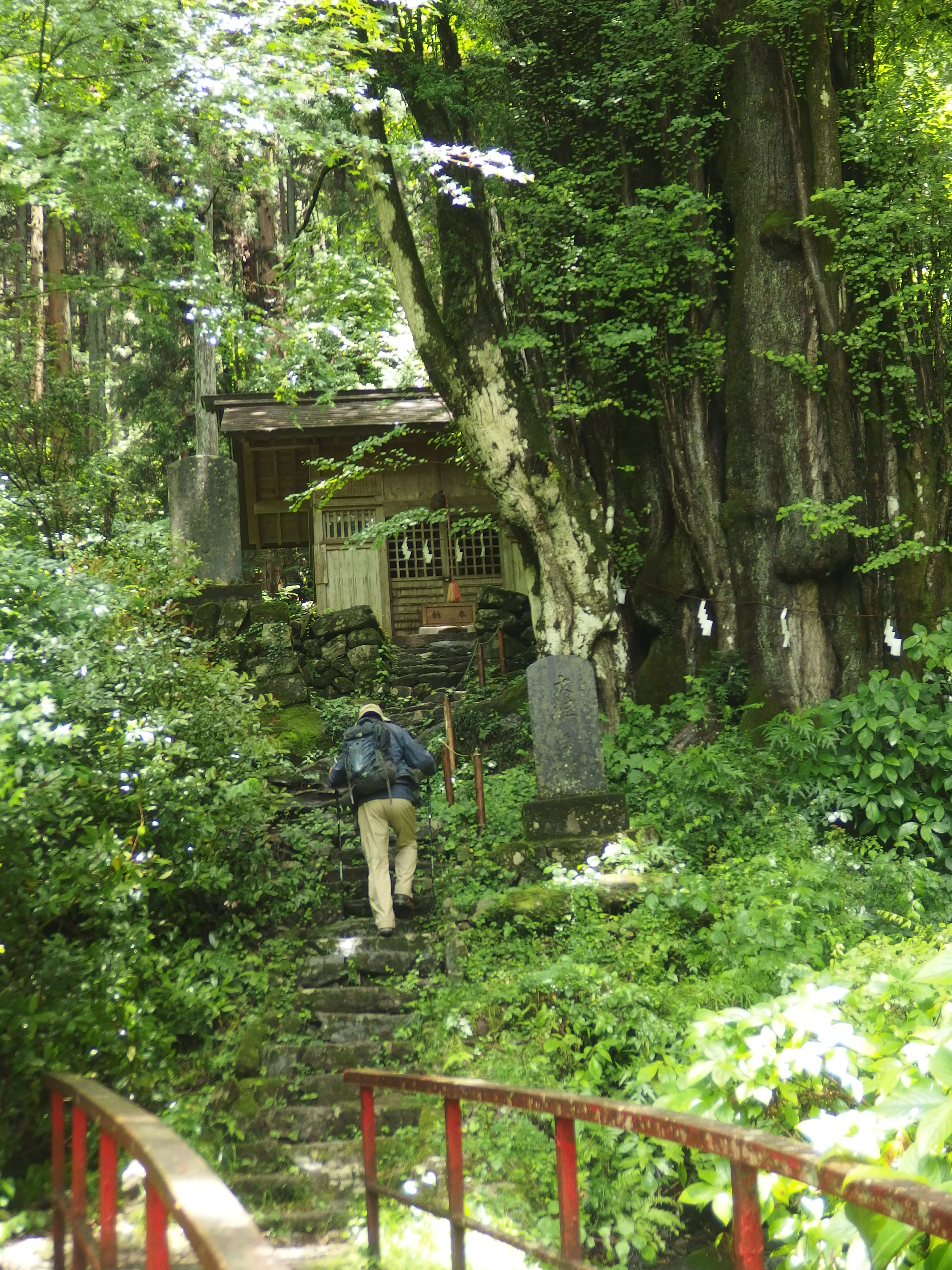
奥の院を左に巻き、渡渉すると登山道になる。
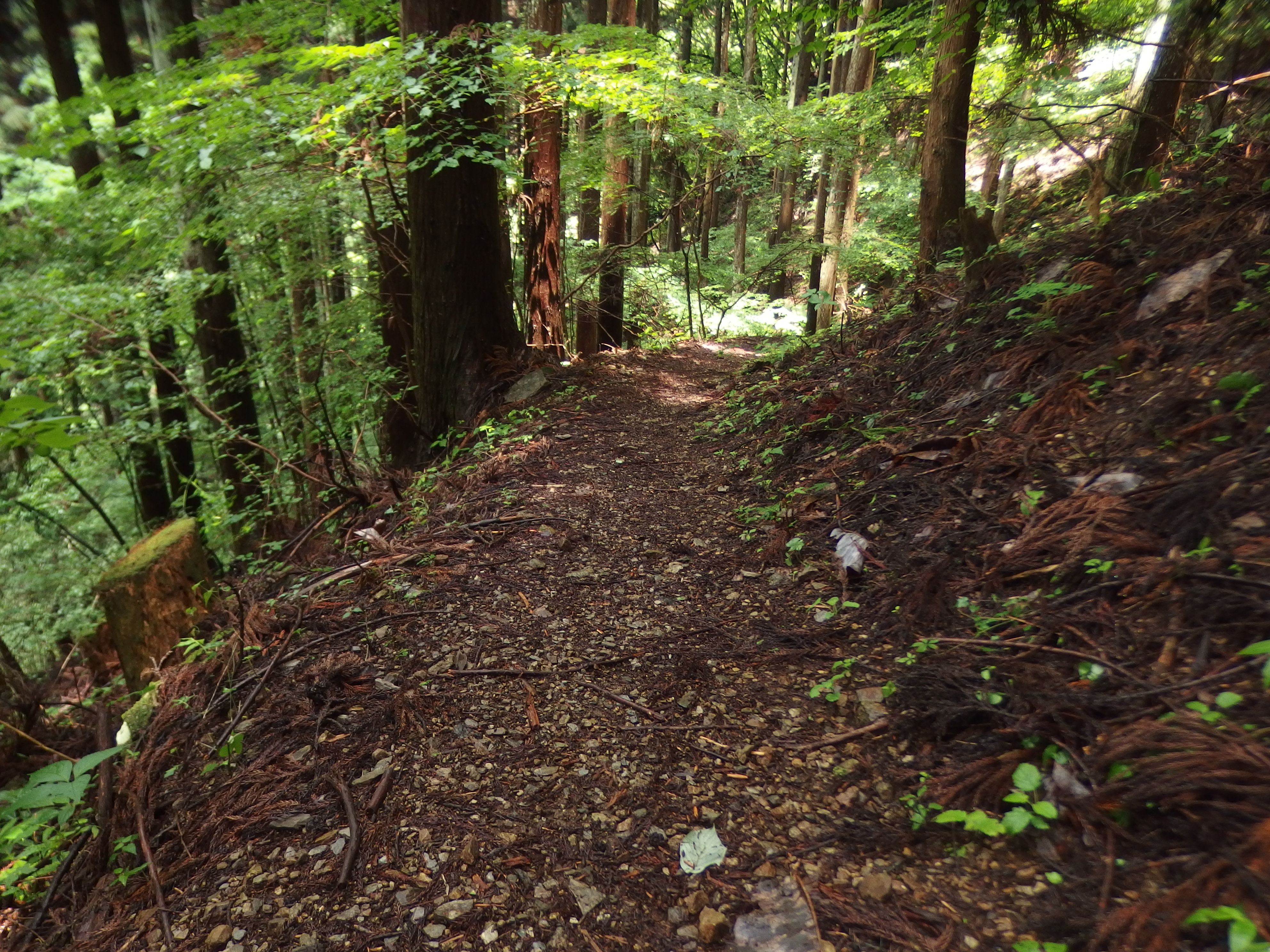
渡渉以降の登山道
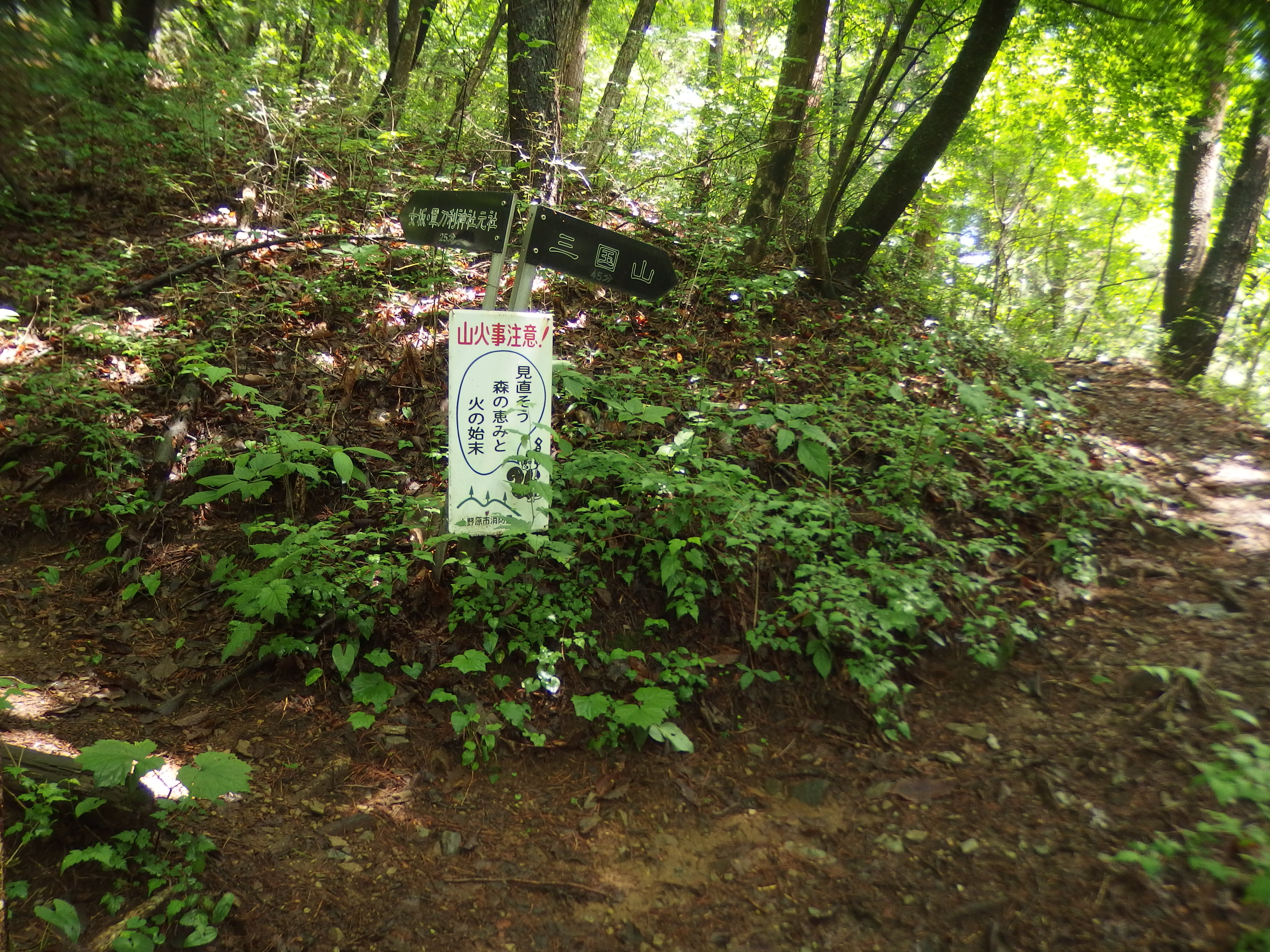
元社の道標（女道）
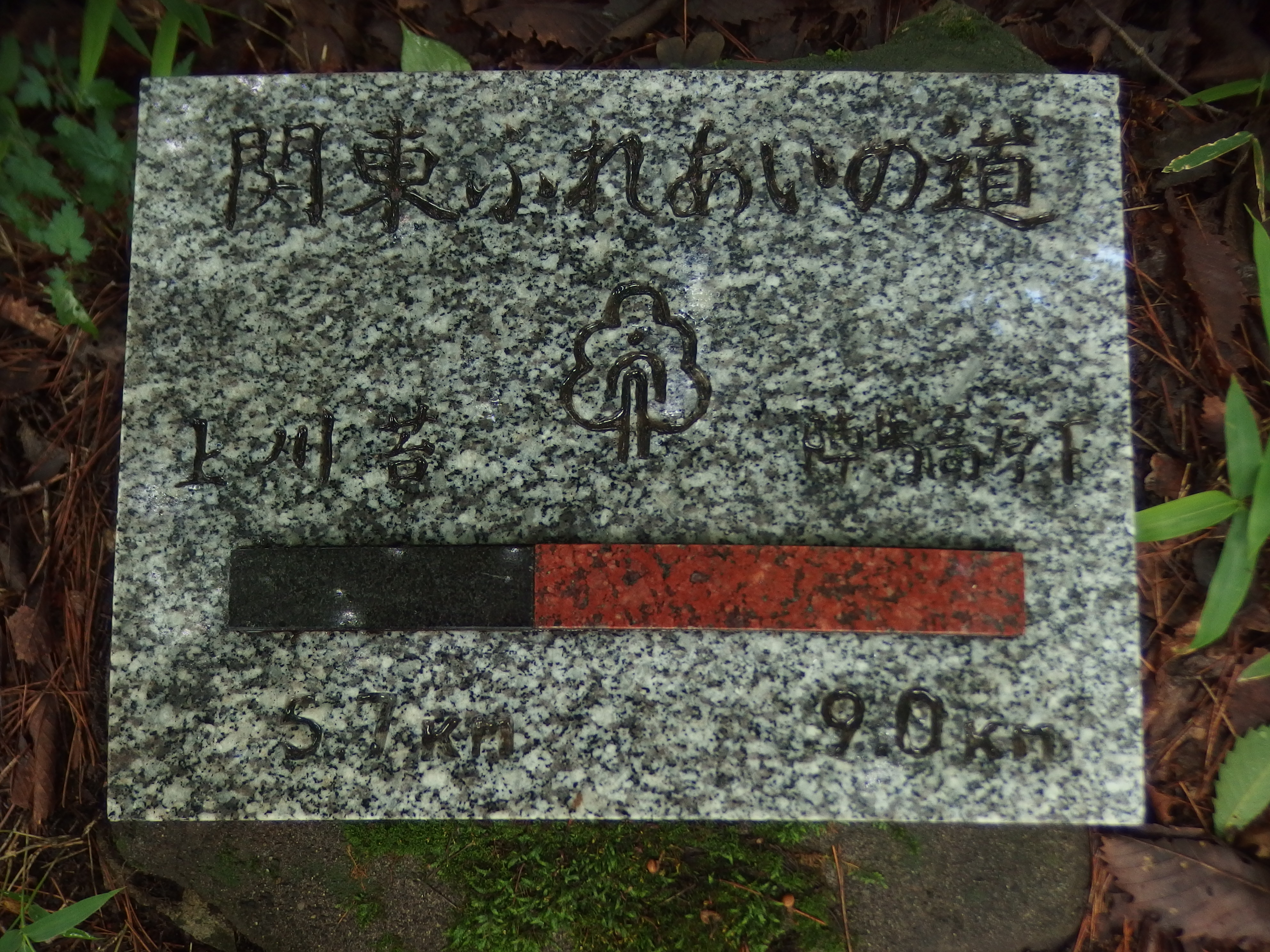
石板
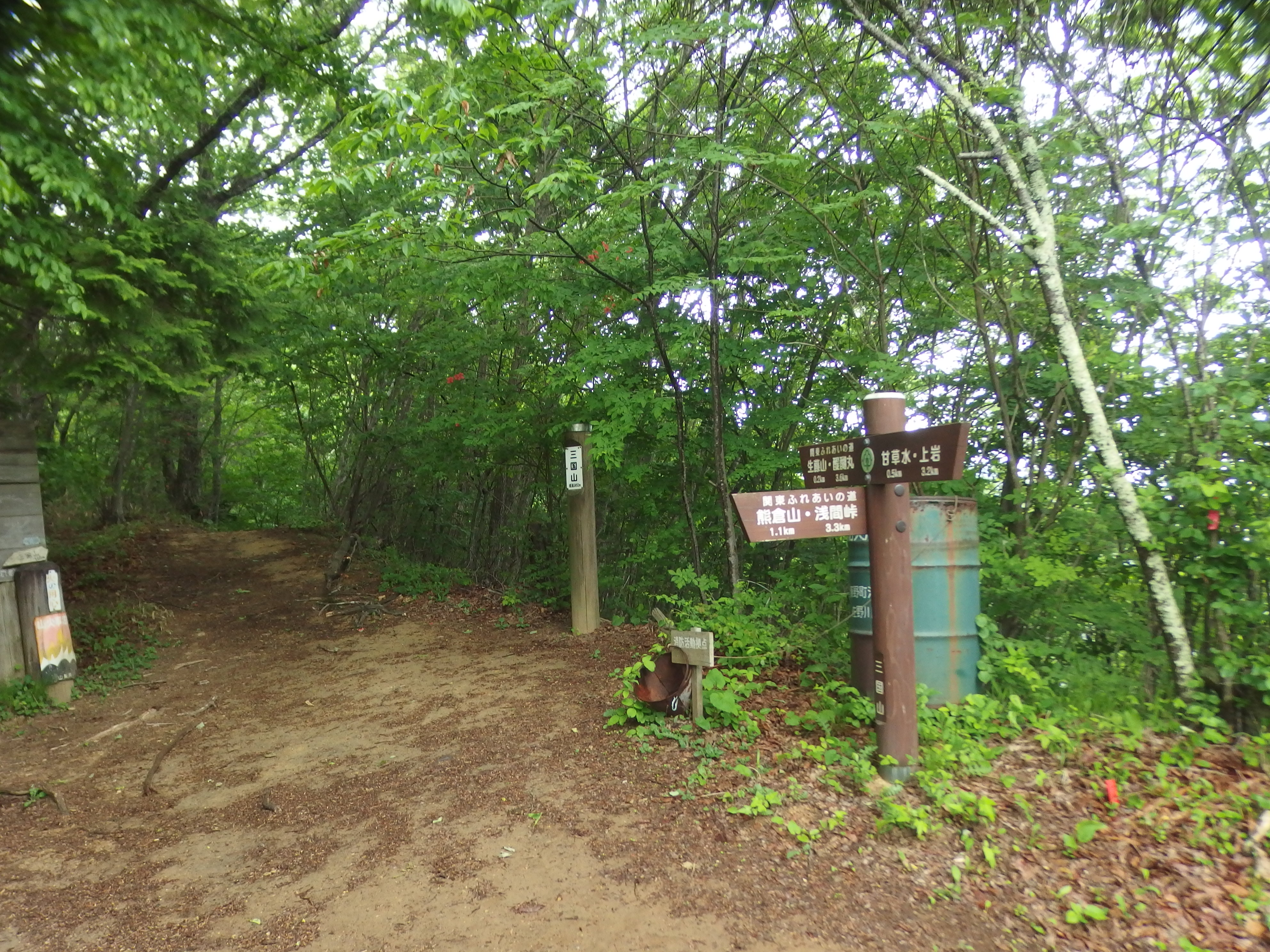
三国山

## 参照
1. ↑  佐野川村
2. ↑  “山歩き「熊倉山・生藤山」”.   一般社団法人檜原村観光協会. 2023年6月22日閲覧。
3. ↑  “藤野15名山” (pdf).   相模原市観光協会 (2018年1月8日). 2023年6月17日閲覧。
4. ↑  “上野原駅発井戸行バス時刻表” (pdf).   富士急山梨バス (2023年5月17日). 2023年5月17日閲覧。

## 関連文献
「毛利庄 佐野川村」『大日本地誌大系』 第40巻新編相模国風土記稿5巻之119村里部津久井縣巻之4、雄山閣、1932年8月。NDLJP:1179240/182。
1. ↑  藤野15山名山-新編相模国風土記稿（江戸時代）
2. ↑  国土地理院の地図
3. ↑  （1985年（昭和60年））「新編相模国風土記稿巻之119 村里部 津久井縣巻之4」『大日本地誌大系23 新編相模国風土記稿 第5巻』pp.353-356.雄山閣
4. ↑  （1988年（昭和63年））『大日本國誌 相模国 第3巻』pp.308-309.ゆまに書房
5. 1 2  山と高原地図 27.高尾・陣馬 2013 昭文社